# Un príncipe de Invernalia
«Un príncipe de Invernalia» es el octavo episodio de la segunda temporada de Game of Thrones, de la cadena HBO. El episodio está escrito por los co-creadores de la serie David Benioff y D.B. Weiss; y dirigido, por tercera vez en esta temporada, por Alan Taylor. Se estrenó el 20 de mayo de 2012.

## Argumento

### En Desembarco del Rey
Tyrion Lannister (Peter Dinklage) y Bronn (Jerome Flynn) planean la defensa de Desembarco del Rey, con la ayuda de varios textos antiguos. Cuando Lord Varys (Conleth Colina) se pregunta cómo van a mantener a raya a los barcos de Stannis, Tyrion responde "con mierda de cerdo", haciendo referencia a los potes de pólvora de Pyromancer Hallyne.
Durante una cena con su hermana Cersei (Lena Headey), Tyrion es acusado de conspirar contra el rey Joffrey (Jack Gleeson) durante la defensa de Desembarco del Rey. Cersei le dice a Tyrion que mantendrá secuestrada a su amante prostituta y no la soltará hasta garantizar la seguridad de Joffrey, pero cuando Cersei ordena hacerla pasar, Tyrion descubre que ella ha secuestrado por error a Ros (Esme Bianco) en lugar de Shae (Sibel Kekilli). Después de prometer a Ros que va a liberarla, Tyrion airadamente le jura a Cersei que pagará por lo que ha hecho.
Más tarde, Tyrion intenta convencer a Joffrey del peligro que corren, pero la inexperiencia y la arrogancia de Joffrey dejan a Tyrion temeroso por la batalla que se avecinaba. Varys le informa a Tyrion que Daenerys Targaryen está viva y que ahora tiene tres dragones a su control. Tyrion, escéptico acerca de los dragones, dice que van a jugar ese "juego" más adelante, ya que Stannis es su principal preocupación ahora.

### En Rocadragón
Davos Seaworth (Liam Cunningham) y el rey Stannis Baratheon (Stephen Dillane) planean el asedio de Desembarco del Rey, en donde se muestra la falta de respeto de Stannis a Davos debido a su humilde condición, a pesar de su excelente servicio. Comienzan a recordar el ancestral castillo Bastión de Tormentas de los Baratheon, en el cual Stannis Baratheon celebró incluso a la cara de la inanición, hasta que Davos rompió heroicamente a través de la línea de asedio con suministros de alimentos. Stannis comenta sobre la amargura que sintió cuando el rey Robert le entregó Bastión de Tormentas a Renly después de la guerra y no a él, y jura que él hará a Davos su mano una vez que él asuma el Trono de Hierro.

### En Harrenhal
Lord Tywin Lannister (Charles Dance) decide luchar contra el ejército de Robb ahora que su atención está en la invasión de Invernalia por Theon Greyjoy, y se va de Harrenhal dejando a Sir Gregor Clegane (Ian Whyte) en su comando. Al quedarle un nombre por decir a Jaqen H'ghar (Tom Wlaschiha), Arya (Maisie Williams) intenta encontrarlo para decir el nombre de Tywin Lannister antes de que este se vaya, pero no es capaz de encontrar Jaqen a tiempo. En cambio, ella decide pedirle ayuda a Jaqen para escapar junto a Gendry (Joe Dempsie) y Pastel Caliente (Ben Hawkley). Jaqen le explica que eso costaría más de una vida, por lo tanto no podría ayudarla, después de pensarlo un poco Arya nombra al mismo Jaqen, y este sin tener otra opción le dice que pase con sus amigos por la puerta principal a la medianoche. Fiel a su palabra, Jaqen mata a quienes custodian la entrada de Harrenhal en la noche, permitiéndoles a los tres escapar.

### En las Tierras del Oeste
El Rey Robb (Richard Madden) regresa con Lady Talisa (Oona Chaplin) y se le informa que su madre dejó escapar a Jaime Lannister (Nikolaj Coster-Waldau). Cuando Robb se enfrenta a Catelyn (Michelle Fairley), ella admite que Brienne (Gwendoline Christie) lleva a Jamie a Desembarco del Rey para comprar la libertad de Sansa y Arya. Enfurecido con la traición de su madre, Robb deja bajo vigilancia a Catelyn. Más tarde, Lord Roose Bolton (Michael McElhatton) asegura a Robb que su hijo bastardo, Ramsay, está a sólo unos días de Invernalia; Robb decreta que será misericordioso ante cualquier hijos del hierro que decida rendirse, exceptuando Theon. Bolton muestra desagrado con la actitud misericordiosa de su rey, pero obedece.  Talisa entonces entra en la tienda de Robb donde este le confía sus problemas. Después de que ella le cuenta una historia sobre por qué eligió ayudar en la batalla, Robb le confiesa que no quiere casarse con una de las hijas de Lord Walder Frey, Talisa le admite que tampoco quiere que se case y ambos consuman su relación.

### Más allá del Muro
Jon Snow (Kit Harington) se presenta ante El Señor de los Huesos (Edward Dogliani) por Ygritte (Rose Leslie) y sus compañeros. El Señor de los Huesos quiere a Jon muerto, pero Ygritte lo convence de lo contrario diciendo que Mance Rayder (Ciarán Hinds) querrá satisfacer al hijo bastardo de Eddard Stark. Qhorin Mediamano (Simón Armstrong), que también fue capturado, le dice a Jon que debería pretender pasarse al lado de los salvajes, así la Guardia de la Noche sabría acerca de los planes de Mance. Para hacer que la deserción de Jon parezca real, Qhorin inicia una pelea con Jon.

### Al otro lado del Mar Angosto
Sir Jorah Mormont (Iain Glen) aconseja a Daenerys (Emilia Clarke) dejar a los dragones atrás y huir en un barco que está zarpando hacia Astapor, pero ella se niega a irse sin sus dragones. Daenerys pide a Jorah que la llevara a la Casa de los Eternos, donde el brujo Pyat Pree ha dicho que se mantienen, y Jorah obedece a regañadientes.

### En Invernalia
Theon Greyjoy (Alfie Allen) ordena matar a los cuervos mensajeros, manteniendo así la muerte de Bran (Isaac Hempstead-Wright) y Rickon (Art Parkinson) Stark en secreto. Poco después, Yara Greyjoy (Gemma Whelan) llega con unos pocos hombres a Invernalia, lo que enoja a Theon ya que él había ordenado enviar 500 hombres para que le ayudaran a mantener el castillo. Yara revela que ella está allí para llevarlo de regreso a casa porque su decisión de ejecutar a los niños Stark sólo traería la ira de todo el Norte sobre su cabeza. A pesar de las súplicas de Yara, Theon se niega porque no quiere ser visto como un cobarde al abandonar Invernalia.
El maestre Luwin (Donald Sumpter) ve a Osha (Natalia Tena) robar pan y retirarse a las criptas debajo de Invernalia. Él la sigue y descubre que tanto Bran y Rickon están vivos y bien. Osha le explica que después de llegar a la granja, se habían vuelto y se habían escondido en las criptas Invernalia para evadir las patrullas de Theon. Luwin deduce que los hombres de Theon habían quemado los cuerpos de los niños de la granja y hechos pasar por Bran y Rickon. Le pide a Osha guardar el secreto para evitar que Bran se culpe a sí mismo por la muerte de los niños, pero Bran oye por casualidad la conversación.

## Producción

### Guion
El episodio fue escrito por los productores David Benioff y D. B. Weiss, basado en la obra original de George R. R. Martin. este episodio es el tercero en el que Alan Taylor es el director.

## Recepción

### Audiencia
La primera emisión de "Un príncipe de Invernalia" tuvo una recepción de 3,86 millones de espectadores y una cuota de 2 entre el 18-49 demográficos. La segunda emisión trajo un adicional de 1,04 millones de espectadores y una cuota de 0,5.

### Crítica
The AV Club le dio una B +. IGN le dio una calificación de 8 sobre 10.

### Reconocimientos
Este episodio ganó el Premio Primetime Emmy por Mejor Vestuario para una serie